# 官能検査
官能検査（かんのうけんさ）または官能試験（-しけん）、官能評価（-ひょうか）とは、人間の感覚（視覚・聴覚・味覚・嗅覚・触覚など）を用いて製品の品質を判定する検査をいい、食品、香料、工業製品などについて用いられる。また、人間の計器としての感覚特性を研究するために行われる場合もある。
食品の鑑別において、官能検査は重要かつ相当程度に有効な方法である。しかし、官能検査だけでは検知できない要素もある(特に加工食品について)ため、軽視も過信もしてはいけないとされる。たとえばブドウ球菌による汚染や、化学物質の混入については、官能検査が効果を発揮しにくい場合が多い。食品の鑑別においては、食品の特性に応じて、官能検査または専門家による精密検査を行うことが有効である。